# Farsala
Farsala (griechisch Φάρσαλα, (n. pl.); historischer Name Pharsalos, lateinische Bezeichnung Pharsalus) ist eine griechische Stadt und Gemeinde (griechisch Δήμος Φαρσάλων Dímos Farsálon) im Regionalbezirk Larisa der Region Thessalien.

## Geschichte
Die Gegend um Pharsalos war der Schauplatz der Entscheidungsschlacht zwischen Caesar und Pompeius am 9. August 48 v. Chr., der Schlacht von Pharsalos. Seit der Spätantike war Pharsalos Bestandteil des Byzantinischen Reiches. Ende des 14. Jahrhunderts n. Chr. kam Pharsalos unter die Kontrolle des Osmanischen Reichs. 1881 wurde Pharsalos mit dem restlichen Thessalien aus dem Osmanischen Reich abgespalten und dem Königreich Griechenland zugeschlagen. Während des Türkisch-Griechischen Krieges im April 1897 unterlagen die griechischen Truppen dem osmanischen Heer und mussten sich weiter nach Süden in Richtung Domokos zurückziehen; Farsala verblieb im Nachgang des Krieges dennoch bei Griechenland.

## Verkehr

### Straße
Farsala ist ein wichtiger Verkehrsknotenpunkt im griechischen Fernstraßennetz: Die von Norden nach Süden verlaufende Nationalstraße 3 (Europastraße 65) kreuzt nach einigen Kilometern gemeinsamem Verlauf in Farsala die von West nach Ost führende Ethniki Odos 30. Die EO 3 wird durch die weitgehend fertiggestellte Autobahn Aftokinitodromos 3 (Odos Kendrikis Elladas) ersetzt bzw. entlastet.

### Schiene
Der Bahnhof Farsala lag an der schmalspurigen Bahnstrecke Volos–Paleofarsalos, deren Betrieb 1998 aufgegeben wurde. Der dem Ort heute nächstgelegene, betriebene Bahnhof ist Paleofarsalos. Er liegt zum einen an der Eisenbahnmagistrale des Landes, Athen–Thessaloniki, zum anderen zweigt hier die Bahnstrecke Paleofarsalos–Kalambaka ab.

## Bauwerke
- Durbalı-Sultan-Tekke

## Trivia
In Griechenland ist die Stadt wegen ihrer Süßspeise „Halva Farsalon“ bekannt, das anders als das aus der Türkei bekannte Halva eine geleeartige, durchscheinende Konsistenz aufweist.